# Кабра-дель-Санто-Крісто
Кабра-дель-Санто-Крісто (ісп. Cabra del Santo Cristo) — муніципалітет в Іспанії, у складі автономної спільноти Андалусія, у провінції Хаен. Населення — 2070 осіб (2010).
Муніципалітет розташований на відстані близько 300 км на південь від Мадрида, 45 км на схід від Хаена.
На території муніципалітету розташовані такі населені пункти: (дані про населення за 2010 рік)
- Кабра-дель-Санто-Крісто: 2011 осіб
- Естасьйон-де-Кабра: 31 особа
- Естасьйон-де-Уельма: 1 особа
- Естасьйон-де-Уеса: 27 осіб
- Естасьйон-де-Ларва: 0 осіб

## Демографія
Динаміка населення (INE ):